# Tūhua
Tūhua (o Mayor Island in inglese) è un vulcano a scudo dormiente nella baia dell'Abbondanza, sulla costa settentrionale della Nuova Zelanda.

## Geografia
Si trova a 35 km a nord di Tauranga e ha una superficie di 13 km². La costa dell'isola è alquanto ripida, fino alla parte centrale che si eleva a 355 m sul livello del mare. Lo stretto che separa l'isola dall'Isola del Nord è profondo 75 m, per cui il vulcano si eleva a 400-500 m dal fondo oceanico. Gli studi geologici indicano che l'isola si è elevata sopra il livello del mare circa 7000 anni fa.

## Descrizione
Su Tūhua, abbondano le sorgenti calde e vi sono due laghi vulcanici: lago Aroarotamahine e lago Te Paritu. I laghi giacciono su due caldere, formatesi durante eruzioni esplosive 36 000  e 6 340 anni fa. Numerosi sono anche i tipi di eruzioni che ha avuto il vulcano: episodi eruttivi sono stati fontane di lava, come eruzioni di tipo stromboliano, estrusioni di duomi di lava, eruzioni esplosive freatomagmatiche, di tipo pliniano e ricadute di ignimbrite. La colata di lava più recente è datata fra 500 e 1 000 anni fa.
Tūhua è considerato un luogo importante per il popolo Maori; in parte per la presenza di ossidiana, considerata di valore dalla popolazione locale per il suo uso nella fabbricazione di strumenti da taglio. L'ossidiana era chiamata Tūhua dai Māori, il che ha dato il nome all'isola. Diversi pā māori esistono sull'isola, che era inabitata fino al 1901.
Il nome inglese di Mayor Island le è stato conferito dal capitano James Cook il 3 novembre 1769, in omaggio alla ricorrenza del Lord Mayor's Day che si doveva tenere a Londra qualche giorno più tardi.
Mayor Island è un rifugio faunistico. Sono presenti alcune case di vacanza sulla baia di Opo, nella parte sud dell'isola on the south coast of the island. Il censimento del 2001 ha contato una popolazione residente di due abitanti, contro nessun abitante nel 1996 e 12 nel 1991.